# Sestriere
Sestriere (piemontiul: Ël Sestrier, okcitánul: Sestrieras vagy La Sestriera, franciául: Sestrières) egy 886 lakosú olasz község Torino megyében. A legmagasabban fekvő olasz település (2035 méter).  A Susa- és Sangone-völgyi Hegyi Közösség tagja.

## Földrajza
Sestriere a Chisone- és a Susa-völgyet összekötő azonos nevű dombon helyezkedik el. Északkeleten a Fraiteve-hegy (2701 m), délkeleten a Sises-hegy (2658), a Punta Rognosa di Sestriere-hegy (3280 m), valamint a Motta-hegy (2850 m) határolja.

## Történelem
Sestriere fiatal község, egy 1938. október 18-i rendelettel hozták létre.
A területet 1930-ban vásárolta meg négyzetméterenként 40 centért Giovanni Agnelli, a FIAT alapítója. Vittorio Bonadè-Bottino tervei alapján két szállodát építtetett ide, amelyeket ma csak a „tornyok” (le torri) néven emlegetnek. Az ő nevéhez fűződik három felvonó építtetése is, a Banchetta-, a Sises-, és a Fraiteve-hegyekre.
1935-ben tervezték a település címerét. Az első polgármester Paolo Frá volt.
A harmincas években új utak, egy síugrósánc, egy új szálloda, és Európa legmagasabb területen fekvő golfpályája is felépült.
A fejlődést a második világháború szakította félbe. Az ötvenes években Giovanni Nasi (1948-tól 1980-ig polgármester) vezetésével elindult az újjáépítés.
1967-től alpesisí világkupákat rendez, 1997-ben sí világbajnokságot is, majd 2006 februárjában itt zajlottak a XX. Téli Olimpiai Játékok alpesi sí versenyei.

## Galéria

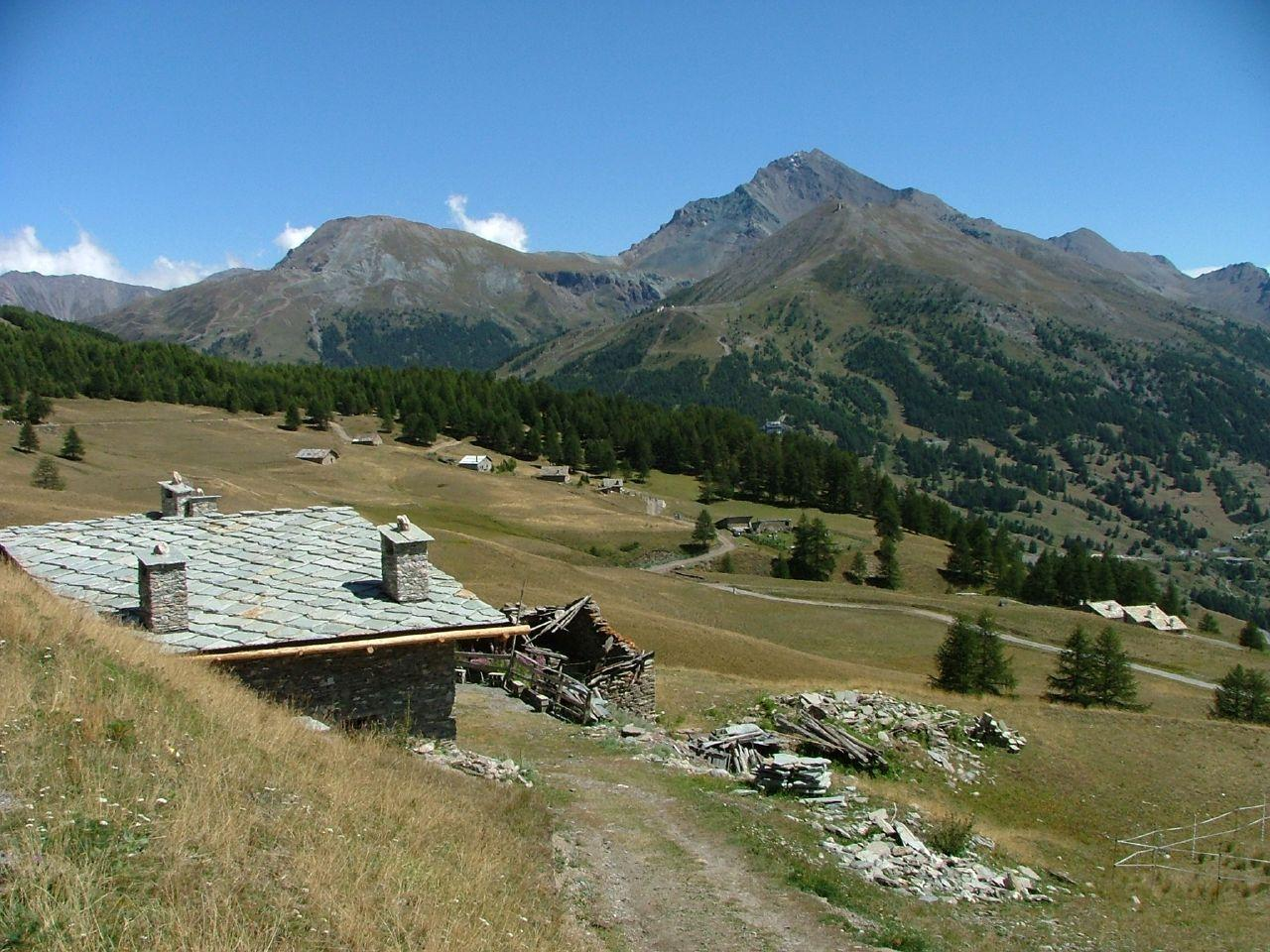
Sestriere
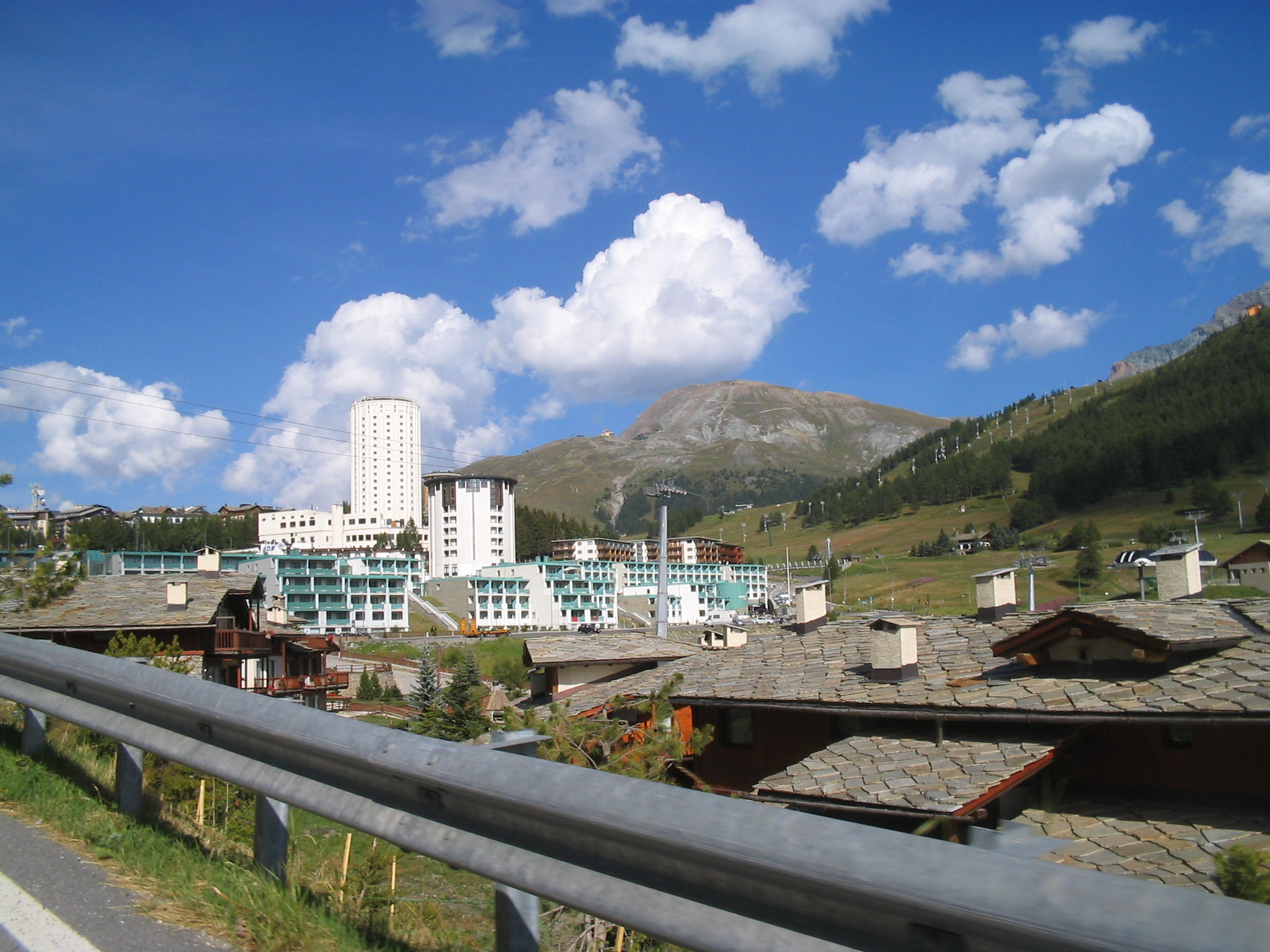
Sestriere
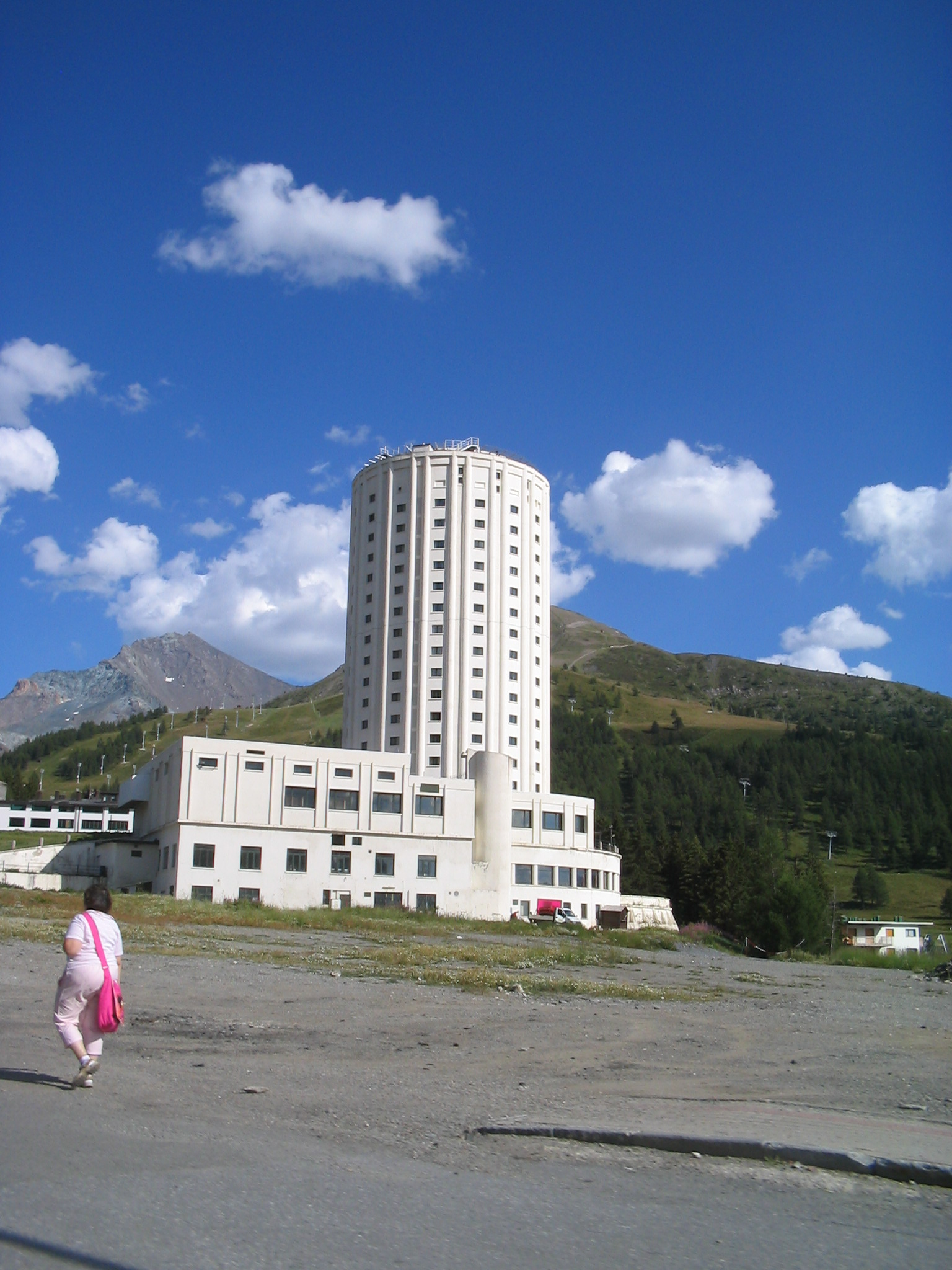
Sestriere

## Fordítás
- Ez a szócikk részben vagy egészben  a   Sestriere című olasz Wikipédia-szócikk fordításán alapul.  Az eredeti cikk szerkesztőit annak laptörténete sorolja fel. Ez a jelzés csupán a megfogalmazás eredetét és a szerzői jogokat jelzi, nem szolgál a cikkben szereplő információk forrásmegjelöléseként.